# Didi Djikhaishi
Didi Djikhaishi (géorgien : დიდი ჯიხაიში) est un village de Géorgie, situé dans la région d'Iméréthie dans la municipalité de Samtrédia dans la plaine d'Iméréthie à seulement 40 mètres d'altitude, à 12 kilomètres de la ville de Samtredia et à 20 kilomètres de Koutaïssi.

## Histoire
On trouve les premières mentions de Didi Djikhaishi sur les cartes de Vakhushti Bagrationi (XVIIIe siècle). Quelques collines habitées appelées "Gorika" ont subsisté jusqu'à nos jours. En 1926, la population du village était de 8 281 habitants et la superficie était de 33,2 km2.

## Démographie
| Année du recensement | Population |
| -------------------- | ---------- |
| 1926                 | 8281       |
| 2002                 | 4552       |
| 2014                 | 3359       |

## Éducation
Il y a deux écoles publiques dans le village, deux écoles maternelles, un centre de formation professionnelle et une école de musique.

### École publique N°1

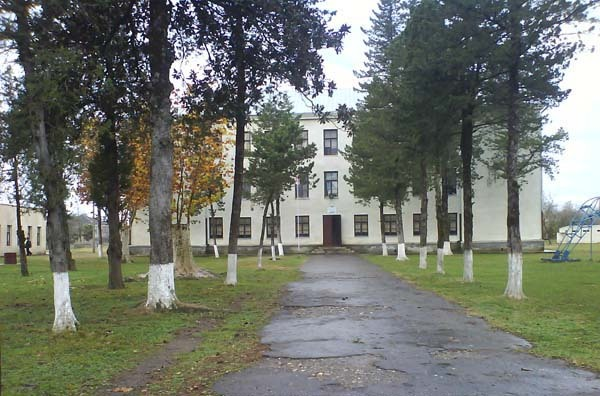

L'école a été fondée en 1873. À l'origine, une école à deux niveaux a ensuite été transformée en une école à quatre niveaux. La langue d'enseignement était le russe. Après l'arrivée au pouvoir du gouvernement soviétique, il y avait une école de sept ans, qui en 1931 a été transformée en école secondaire. En 2006, l'école de base No 2 du district de Kazbegi a rejoint l'école publique No 1 de Djikhaishi.

### École publique N°3
L'école publique No 3 du nom de Giorgi Nikoladze a été fondée en 1943. Au départ, c'était une école à quatre niveau où les personnes âgées analphabètes ont eu la possibilité d'étudier pendant des années.

### Centre de formation professionnelle

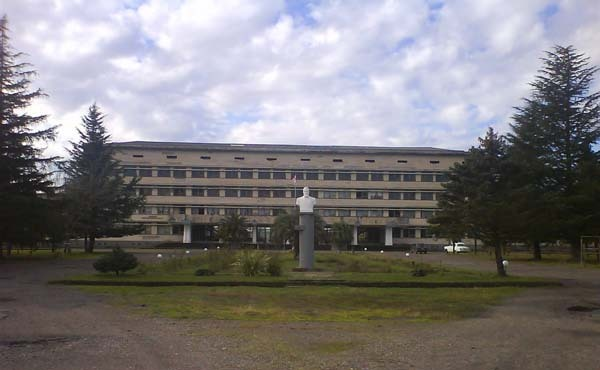

## Musée

Maison-musée Niko Nikoladze

Le publiciste géorgien Niko Nikoladze (en) et son fils, le sportif géorgien Giorgi Nikoladze sont nés dans le village.
La maison-musée Niko Nikoladze (en) a été créée le 29 juin 1947 par résolution du Conseil des ministres de la RSS de Géorgie. Il a été inauguré le 1er juillet 1951. En 1958, une exposition sur la vie et l'œuvre de Giorgi Nikoladze, fils de Niko Nikoladze, a été présentée dans l'une des salles du musée. Depuis 1972, s'y déroule un événement annuel appelé "Nikooba" ("Le jour de Niko Nikoladze"). Le musée a été visité par environ 3 millions de personnes depuis sa création.
Le musée est installé dans la maison de Niko Nikoladze, construite en 1886 puis reconstruite trois fois. La maison a obtenu son aspect actuel dans les années 1910 selon un projet de l'architecte suédois Fried. La maison est recouverte d'une tuile importée de Marseille. Les balcons, caves, sous-sols et autres sont fabriqués à partir de béton importé d'Europe, ce qui est une première dans l'Empire russe.
Aujourd'hui, le fonds du musée comprend plus de 1340 objets majeures. Le musée possède une riche collection de livres et une bibliothèque.

## Religion
La population est chrétienne orthodoxe. Le village compte trois églises.

## Galerie

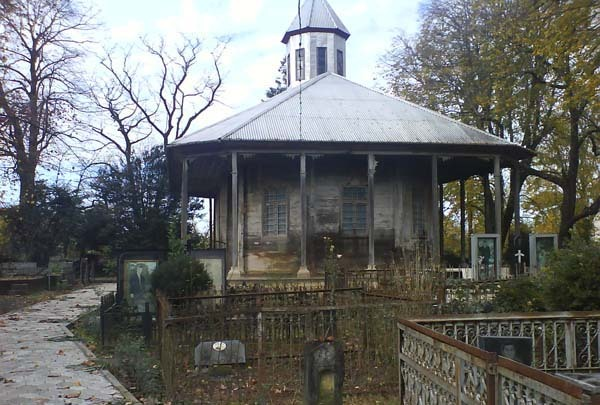
Église du quartier de Kazbegi
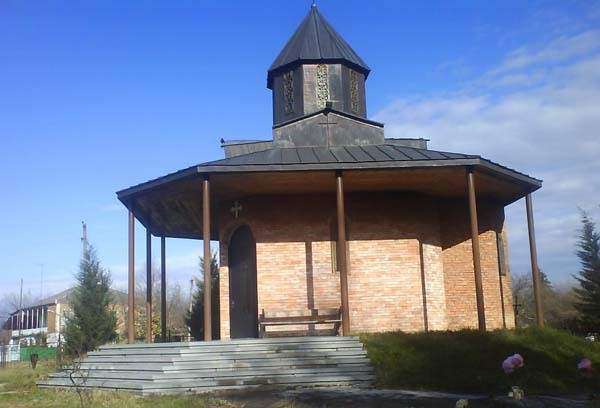
Église de Saint-André le Protoclet
Le symbole du Bordjgali sur un bâtiment officiel de Didi Djikhaishi

## Faits intéressants
Les cadres du long métrage géorgien intitulé Croquis d'Iméréthie ont été tournées à Didi Djikhaishi.